# Colapso energético en Zulia de 2017-actualidad
El colapso energético en el estado Zulia, Venezuela se ha producido a raíz de la crisis general que el país afronta desde 2013, y es la mayor en su tipo en la historia de la entidad. Con sucesos previos en 2015 y 2016, a partir de septiembre de 2017, un presunto robo de cables dejó sin electricidad a la ciudad de Maracaibo (considerada la segunda municipalidad más importante del país) y sus alrededores, desde entonces se han reportado apagones de larga y corta duración, que también ocasionan la suspensión del suministro de agua, fallas en la televisión por cable, la cobertura telefónica y el acceso a Internet, entre otros servicios, así como la dificultad de realizar transacciones comerciales, provocado por la escasez de papel moneda y la dependencia del uso a gran escala del terminal punto de venta así como de los pagos electrónicos (como por ejemplo las transferencias bancarias) que se ven deficientes frente a la ausencia de corriente eléctrica e Internet, teniendo como consecuencia el cierre de establecimientos, esto ha augurado la ausencia laboral, el insomnio, el daño de alimentos y electrodómesticos, la disminución de la calidad de vida, entre otras factores, sumado a las altas temperaturas que padecen los ciudadanos, afectan el normal desenvolvimiento de la población.
Según las autoridades como el gobierno nacional, o la gobernación de Zulia, encabezada por ese entonces Omar Prieto, han atribuido dichas fallas a un presunto sabotaje, pero la oposición y expertos denuncian que se debe a falta de mantenimiento, argumentando además que se produce menos de la mitad de lo que se consume regularmente, razón de que exista una administración de cargas (racionamiento). El Parlamento de mayoría opositora declaró en estado de emergencia eléctrica a la región. El servicio igualmente se ha visto interrumpido pero en menor magnitud en otros estados como Bolívar, Carabobo, Falcón, Mérida, Miranda, Nueva Esparta, Táchira, Vargas y la capital de la república Caracas.
El Ministro de Energía Eléctrica y presidente de la Corporación Eléctrica Nacional (CORPOELEC) amenazó con pena máxima (25 a 30 años de prisión) a quienes incurran en actos de sabotaje. El 28 de septiembre de 2018, el ministro anunció la suspensión de los racionamientos. Sin embargo, los cortes en el año 2019 volvieron a tomar fuerza, registrándose nuevamente racionamientos en distintas zonas de la entidad, y a inicios del mes de marzo se auguró nuevamente el colapso energético que no solamente afectó al estado sino a todo el país durante días, llegando al punto de solo contar con el servicio pocas horas a la semana.
La situación eléctrica en la entidad ha mejorado gradualmente desde el mes de octubre de 2019, específicamente en la ciudad de Maracaibo, especialmente desde la activación de la planta termoeléctrica Termozulia. Sin embargo, existen zonas, especialmente fuera de la capital zuliana que siguen reportando cortes de luz. Un año después del apagón general de marzo de 2019, se estima que la planta Termozulia opera aún entre un 20% y un 30% de su capacidad total de 1.300 MW por falta de mantenimiento. En 2020, se contabilizaron 32.000 apagones en Zulia.
Actualmente, en el 2023, continúan los apagones en el estado de Zulia, llegando incluso a presentarse uno por día.

## Apagones

### 2017
Según el Colegio de Ingenieros de Zulia se produjeron 25 apagones en dos días en Zulia, es decir, entre el 17 y 18 de octubre, esto porque solo se producen 2000 de los 3000 megavatios necesarios para satisfacer la demanda eléctrica. Un funcionario de Corpoelec afirmó que los apagones se debían a las altas temperaturas, los municipios afectados fueron Maracaibo, San Francisco, Mara, Machiques, Jesús Enrique Lossada, Miranda, Cabimas, Santa Rita y Ciudad Ojeda.
El 29 de noviembre, durante el juego de béisbol entre los Navegantes del Magallanes y las Águilas del Zulia en el estadio Luis Aparicio se fue la electricidad desde las 7:45 p. m. hasta las 9:15 p. m., esto, debido a un presunto sabotaje.
El 24 de diciembre, ocurrió un apagón que duró aproximadamente 21 horas, en respuesta a esto, el Servicio Bolivariano de Inteligencia Nacional (Sebin) advirtió "están saboteando, alerta máxima", asimismo, varios usuarios de Twitter afirmaron "Nochebuena en penumbra", el apagón inició a las 5:00 p. m. aproximadamente.

### 2018
El 11 de enero los sectores Llano Alto y Juan de Ávila de Maracaibo quedaron sin electricidad durante 12 horas, también se reportó la ausencia del servicio telefónico.
El 15 de enero, un apagón de 3 horas se suscitó en la Parroquia Raúl Leoni de Maracaibo.
El 22 de febrero, en el este de la ciudad de Maracaibo y las comunidades del oriente del Lago de Maracaibo, hubo ausencia de servicio eléctrico desde las 10 p. m. hasta las 3 a. m., los sectores afectados fueron Circunvalación 3, Sabaneta, Lago Azul, La Paragua, El Milagro, La Floresta, Veritas, La Rotaria asimismo, hubo la ausencia de servicio eléctrico en La Cañada, San Francisco, Cabimas y Ciudad Ojeda.
Debido a explosiones en los transformadores, el 7 de marzo ocurrió un apagón desde las 1 a. m.. hasta las 6:30 a. m.. Durante doce minutos hubo varias fluctuaciones.
El 18 de abril, un apagón de 12 horas tuvo lugar en 9 municipios del estado Zulia, inclusive en el sur del estado, en Moralito, a 40 km de El Vigía, esto por 3 subestaciones destruidas, objeto de un presunto sabotaje, el gobernador Omar Prieto afirmó que se realizará una "investigación exhaustiva".
El 23 de abril, una segunda explosión de una subestación dejó sin electricidad durante 19 horas en varias zonas de Maracaibo.,
Durante 6 horas estuvieron sin electricidad sectores del oriente de Maracaibo el 3 de mayo, al restablecer el servicio eléctrico, ocurrieron varios bajones y fallas.
El 11 de julio, la gran parte de la ciudad de Maracaibo y sus alrededores quedaron sin electricidad. El destituido gobernador electo de la entidad, Juan Pablo Guanipa llamó a los habitantes a protestar en contra de dicha falla.
En agosto, la capital de este estado, Maracaibo, pasó hasta una semana sin luz por un incendio ocurrido en los depósitos de un cableado de transmisión eléctrica ubicado en el Puente General Rafael Urdaneta, la principal vía de comunicación en esa región. Después del restablecimiento se aplicaba racionamientos de 4 horas diarias.
El 31 de agosto en la madrugada se registró una explosión en la subestación Las Tarabas que ocasionó la suspensión del servicio en la zona norte de la ciudad por más de 18 horas.
A finales de agosto el gobierno denunció nuevamente hurtos de cableado.
En septiembre la capital vuelve a quedar a oscuras por más de dos días tras una falla reportada en el sur del lago de Maracaibo.
Aunque el gobernador del Zulia había anunciado que el sistema eléctrico estaba estabilizado, múltiples sectores de la entidad volvieron a quedar sin el servicio el 29 de septiembre de 2018.
El 24 de octubre de 2018 buena parte del estado sufrió un apagón que Corpoelec atribuyó a una avería en la línea Yaracuy-El Tablazo, sin embargo ciudadanos denunciaron que la falla podría ser por la explosión en la subestación eléctrica de Punta Iguana en Santa Rita, ubicado cercano al Puente Sobre el Lago, el cual tuvo que ser cerrado.
El 28 de octubre se presentó otra avería, esta vez en la línea Arreaga Central tras la caída de un árbol según autoridades, lo que provocó la falla en diversos sectores de Maracaibo.
El 23 de diciembre el gobierno denunció que hubo un nuevo corte de cables y daños en las torres de la subestación Las Peonias que según el gobernador de la entidad afectó aproximadamente 200MW del sistema eléctrico, lo que provocó apagones en diversos sectores.

### 2020
Según declaraciones en abril de la diputada Nora Bracho, el 92 por ciento de los residentes en el estado Zulia continúan sufriendo cortes eléctricos con frecuencia, La duración media de los cortes es de entre seis y ocho horas y solo el 6 por ciento recibe agua. Según el comité de afectados por apagones de Venezuela, durante el 2020 se produjeron 32.000 cortes de electricidad.

### 2021
En enero de 2021, Zulia fue el estado con mayor número de cortes eléctricos. Al menos 210 con casi 7 caídas de servicio por día, según Aixa López, presidenta del Comité de Víctimas de los Apagones.

## Racionamiento
Hasta el 23 de septiembre la entidad se encontraba con un arduo racionamiento desde finales de 2017 con horarios comprendidos regularmente de 4 a 6 horas diarias, que según las circunstancias podía aumentar a 8, 10 y hasta 12 horas divididas en varias tandas al día (madrugada, mañana, tarde y/o noche). Los zulianos han denunciaron en reiteradas ocasiones que los horarios no los notificaban ni respetaban, así como también las constantes fluctuaciones que podían dañar sus equipos electrónicos. El ministro de Energía Eléctrica, M/G Luis Motta Domínguez, anunció la suspensión de los racionamientos el domingo 23 de septiembre de 2018, informó que se logró reconectar el cable sublacustre y entró en servicio un turbo generador con 150 megavatios (MW) para el estado Zulia. A pesar de los anuncios han seguido ocurriendo apagones a los que las autoridades han respondido que se debe a averías.